# Wind Music Awards 2017
Die elfte Verleihung der italienischen Wind Music Awards fand am 5. und 6. Juni 2017 in der Arena von Verona statt und wurde live auf Rai 1 ausgestrahlt. Moderatoren waren wie in den Vorjahren Carlo Conti und Vanessa Incontrada. Als internationale Gäste traten u. a. Clean Bandit, Luis Fonsi, die Imagine Dragons, Ofenbach und Charlie Puth auf.
Zusätzlich zur Liveübertragung wurde erstmals am 23. Juni auch ein von Federico Russo und Giorgia Surina präsentiertes Special unter dem Titel Wind Music Awards Estate ausgestrahlt, in dem neben weiteren Auftritten und Prämierungen (die nicht live ausgestrahlt wurden) auch ein Blick hinter die Kulissen des Events gezeigt wurde.

## Preise
- für Verkäufe italienischer Interpreten (gemäß den FIMI-Auszeichnungen):
  - Mehrfachplatin (Album)
  - Platin (Album)
  - Gold (Album)
  - Mehrfachplatin (Single)
  - Platin (Single)
- für erfolgreiche Konzerttätigkeit (Gold ab 40.000 Zuschauern, Platin ab 100.000, Diamant ab 400.000)
  - Diamant (Tour)
  - Mehrfachplatin (Tour)
  - Platin (Tour)
  - Gold (Tour)
- Sonderpreise
- Auszeichnungen für Musikverkäufe internationaler Interpreten in Italien

## Erster Abend (5. Juni)
Dokumentiert ist die Sendung, wie sie in der Mediathek RaiPlay zur Verfügung steht.

### Auftritte
- Francesco De Gregori – Rimmel
- Elodie – Verrà da se
- Fabri Fibra und Thegiornalisti – Pamplona
- Marracash & Guè Pequeno – Scooteroni RMX
- Litfiba – Maria coraggio
- Luis Fonsi – Despacito
- Renato Zero – Infiniti treni
- Giorgia – Credo
- Eros Ramazzotti – Sei un pensiero speciale und Più bella cosa
- Fiorella Mannoia – Che sia benedetta
- Ligabue – Ho fatto in tempo ad avere un futuro
- Fiorella Mannoia – Che sia benedetta
- Alessandra Amoroso – Comunque andare
- J-Ax & Fedez – Senza pagare
- Nek und J-Ax – Freud
- Renato Zero – Stalker
- Il Volo – Nessun dorma
- Francesco Gabbani – Occidentali’s Karma
- Clean Bandit – Symphony
- Fabio Rovazzi – Tutto molto interessante
- Fabio Rovazzi und Gianni Morandi – Volare
- Riki – Perdo le parole und Polaroid
- Ermal Meta – Vietato morire
- Raphael Gualazzi – L’estate di John Wayne
- Mario Biondi – Do You Feel like I Feel
- Sergio Sylvestre – Big Boy, Planes und Con te
- Rocco Hunt – Se mi chiami und Niente da bere

### Vergebene Preise
- Francesco De Gregori
  - Sonderpreis der FIMI
- Elodie
  - Gold-Album für Un’altra vita
- Fabri Fibra
  - Gold-Album für Fenomeno
  - Platin-Single für Fenomeno
- Marracash & Guè Pequeno
  - Platin-Album für Santeria
  - Platin-Single für Nulla accade
  - Platin-Single für Salvador Dalì
  - Platin-Single für Insta Love
  - Platin-Single für Scooteroni
- Litfiba
  - Gold-Album für Eutopia
- Giorgia
  - Platin-Album für Oronero
  - Platin-Single für Oronero
  - Gold-Tour
- Eros Ramazzotti
  - Kreativ-Preis der SIAE
- Ligabue
  - Mehrfachplatin-Album für Made in Italy
- Fiorella Mannoia
  - Platin-Album für Combattente
  - Platin-Single für Che sia benedetta
- Alessandra Amoroso
  - Sonderpreis der Arena von Verona
- J-Ax & Fedez
  - Mehrfachplatin-Album für Comunisti col Rolex
  - Mehrfachplatin-Single für Vorrei ma non posto
  - Mehrfachplatin-Single für Assenzio
  - Mehrfachplatin-Single für Piccole cose
  - Platin-Single für Senza pagare
  - Sonderpreis Digital Music
- Nek
  - Gold-Album für Unici
- Renato Zero
  - Gold-Album für Arenà
  - Mehrfachplatin-Tour
  - Sonderpreis der Arena von Verona
- Il Volo
  - Platin-Album für Notte Magica – A Tribute to The Three Tenors
- Francesco Gabbani
  - Gold-Album für Magellano
  - Mehrfachplatin-Single für Occidentali’s Karma
- Fabio Rovazzi
  - Mehrfachplatin-Single für Tutto molto interessante
- Riki
  - Gold-Album für Perdo le parole
- Ermal Meta
  - Gold-Album für Vietato morire
  - Platin-Single für Vietato morire
- Raphael Gualazzi
  - Gold-Album für Love Life Peace
- Mario Biondi
  - Gold-Album für Best of Soul
- Sergio Sylvestre
  - Gold-Album für Big Boy
- Rocco Hunt
  - Gold-Album für SignorHunt

## Zweiter Abend (6. Juni)
Dokumentiert ist die Sendung, wie sie in der Mediathek RaiPlay zur Verfügung steht.

### Auftritte
- Imagine Dragons – Believer
- Francesco Renga – Nuova luce
- Max Pezzali – Le canzoni alla radio
- Nek – Laura non c’è
- Fiorella Mannoia – Siamo ancora qui
- Zucchero – Partigiano reggiano
- Gianna Nannini – Io
- Alessandra Amoroso – Fidati ancora di me
- Il Volo – Grande amore
- Ligabue – Tra palco e realtà
- Elisa – Bad Habits
- Carlo Conti, Giorgio Panariello, Leonardo Pieraccioni
- Emma Marrone – You Don’t Love Me
- Zucchero – Per colpa di chi
- Biagio Antonacci – Se io, se lei
- J-Ax & Fedez – Senza pagare
- Umberto Tozzi – Ti amo
- Ofenbach – Be Mine
- Massimo Ranieri – Se bruciasse la città
- Lenny – Hell.o
- Thomas – Normalità
- Charlie Puth – Attention
- Sfera Ebbasta – Tran Tran und Figli di papà
- Imagine Dragons – Thunder

### Vergebene Preise
- Modà
  - Mehrfachplatin-Tour
- Francesco Renga
  - Tour
- Max Pezzali
  - Tour
- Nek
  - Airplay-Preis als meistgespielter Interpret im italienischen Radio
- Fiorella Mannoia
  - Gold-Tour
- Fiorella Mannoia, Elisa, Emma, Alessandra Amoroso (Benefiz-Projekt Amiche in Arena gegen Femizid)
  - Sonderpreis der Arena von Verona
  - Sonderpreis Assomusica
- Gianna Nannini
  - Gold-Tour
- Alessandra Amoroso
  - Tour
- Il Volo
  - Tour
- Ligabue
  - Mehrfachplatin-Tour
- Elisa
  - Gold-Tour
- Carlo Conti, Giorgio Panariello, Leonardo Pieraccioni
  - Tour (nicht-musikalisch)
- Emma Marrone
  - Platin-Tour
- Zucchero
  - Platin-Tour
  - Gold-Sonderpreis der Arena von Verona für die meisten Konzerte
  - Kreativ-Preis der SIAE
- Pooh
  - Platin-Album für Pooh 50 – L’ultima notte insieme
  - Gold-Album für The Collection 5.0
  - Tour
- Biagio Antonacci
  - Tour
- J-Ax & Fedez
  - Platin-Tour
- Umberto Tozzi
  - Sonderpreis der FIMI
- Massimo Ranieri
  - Gold-Tour
- Thomas
  - Gold-Album für Oggi più che mai
- Sfera Ebbasta
  - Gold-Album für Sfera Ebbasta
  - Platin-Single für Figli di papà
  - Platin-Single für Visiera a becco
  - Platin-Single für BRNBQ

## Dritter Abend (23. Juni)
Dokumentiert ist die Sendung, wie sie in der Mediathek RaiPlay zur Verfügung steht.

### Auftritte
Mit * markiert sind bereits an den ersten beiden Abenden ausgestrahlte Auftritte.
- Thegiornalisti – Completamente
- Ligabue – Tra palco e realtà*
- Eros Ramazzotti – Più bella cosa*
- Francesco Gabbani – Occidentali’s Karma*
- Michele Bravi – Il diario degli errori
- Alok und Zeeba – Hear Me Now
- J-Ax & Fedez – Senza pagare*
- Zucchero – Per colpa di chi*
- Biagio Antonacci – Se io, se lei*
- Ghali – Ninna nanna und Happy Days
- Fabio Rovazzi – Tutto molto interessante*
- Max Pezzali – Le canzoni alla radio*
- Boomdabash – Portami con te
- Gabry Ponte – Che ne sanno i 2000
- Alessandra Amoroso – Comunque andare*
- Fabri Fibra und Thegiornalisti – Pamplona*
- Decibel – Contessa
- Fabrizio Moro – Portami via
- Nek und J-Ax – Freud*
- Briga – Baciami
- Renato Zero – Infiniti treni*
- Fred De Palma und Giulia Jean – Il cielo guarda te
- Il Volo – Grande amore*
- Il Pagante – Bomber
- Francesco Renga – Nuova luce*
- Lowlow – Ulisse

### Vergebene Preise
- Thegiornalisti
  - Platin-Single für Completamente
  - Sonderpreis der PMI
- Michele Bravi
  - Platin-Single für Il diario degli errori
- Ghali
  - Platin-Single für Ninna nanna
  - Platin-Single für Pizza Kebab
- Boomdabash
  - Platin-Single für Portami con te
- Gabry Ponte
  - Platin-Single für Che ne sanno i 2000
- Decibel
  - Sonderpreis für Contessa
- Plattenfirma Carosello Records
  - Auszeichnung als unabhängiges Label des Jahres durch die PMI
- Fabrizio Moro
  - Platin-Single für Portami via
- Briga
  - Platin-Single für Baciami
- Fred De Palma
  - Platin-Single für Il cielo guarda te
- Il Pagante
  - Platin-Single für Bomber
- Lowlow
  - Platin-Single für Ulisse